# Salustio Alvarado Fernández
Salustio Alvarado Fernández (La Coruña, 2 de febrero de 1897-Madrid, 23 de septiembre de 1981) fue un naturalista, zoólogo y botánico español. Miembro de la Real Academia de las Ciencias Exactas, Físicas y Naturales.
Fue Doctor en Ciencias Naturales, Catedrático emérito de Fisiología Animal en la Facultad de Ciencias de la Universidad Complutense de Madrid. Fue a su vez profesor en varios Institutos de Enseñanza Media y Presidente de la Real Sociedad Española de Historia Natural. Más tarde fue director del Instituto José Acosta del C.S.I.C.

## Principales trabajos publicados

### Sobre Zoología
- “Contribución al conocimiento histológico de las medusas” (1923)
- “Sobre la estructura de las sustancias fundamentales de la mesoglea de las hidromedusas” (1923)
- “Las láminas epiteliales intramesogleicas de las traquimedusas” (1931)
- “Zooxantelas, ficocitos y colocitos en la medusa Cassiopea borbonica”(Revista Española de Biología, 1934)
- “Formation de soies capillaires des Polychetes” (XII Congrès International de Zoologie, 1948)

### Sobre Botánica
- “Plastosomas y leucoplastos en algas fanerógamas”, publicado en los trabajos del Laboratorio de Investigaciones Biológicas
- “Die Entstehung der Plastiden aus Chondriosomen in den Paraphysen von Mnium cuspidatum” publicado en Berichten der Deutschen Botanischen Gesellschaft (1923)
- “Der morphologische Aufbau des Hüllkelches der Dipsacareen”, publicado en Botanischen Jahrbüchern (1926)
- “Geología y botánica: (para el 5o. curso de bachillerato, plan de 1954)”, v. 1-2 de Ciencias naturales para los cursos superiores del bachillerato en cuatro libros. 14 p.